# Cosmosskolen, Afdeling Boldesager
Cosmosskolen, Afdeling Boldesager er en folkeskole beliggende på Nørrebrogade i bydelen Boldesager i Esbjerg.
Oprindeligt opført i 1922 som Boldesager Skole, men skiftede navn i august 2015 i forbindelse med organisatoriske omlægninger af hele folkeskoleområdet i Esbjerg Kommune, hvor den blev en afdeling af Cosmosskolen.
Skolen har anno 2024 452 elever fordelt på 20 klasser, to på hver over gang. I 2013 var der ansat 35 lærere, otte pædagoger og én leder for børnehaveklassen.

## Renovering
Skolen blev i perioden 2005-08 renoveret for omkring 34 millioner kroner.